# Konjic (Federación de Bosnia-Herzegovina)
Konjic (pronunciado en español /kóñits/) es un municipio y localidad de Bosnia y Herzegovina bañado por el río Neretva. Se encuentra en el cantón de Herzegovina-Neretva, dentro del territorio de la Federación de Bosnia y Herzegovina. La capital del municipio de Konjic es la localidad homónima.

## Localidades
El municipio de Konjic se encuentra subdividido en las siguientes localidades:
- Argud.
- Bale.
- Bare.
- Barmiš.
- Bijela.
- Bjelovčina.
- Blace.
- Blučići.
- Borci.
- Boždarevići.
- Bradina.
- Brđani.
- Budišnja Ravan.
- Bukovica.
- Bukovlje.
- Bulatovići.
- Bušćak.
- Buturović Polje.
- Cerići.
- Crni Vrh.
- Čelebići.
- Čelina.
- Česim
- Čičevo.
- Čuhovići.
- Dobričevići.
- Dolovi.
- Doljani.
- Donja Vratna Gora.
- Donje Selo.
- Donje Višnjevice.
- Donji Čažanj.
- Donji Gradac.
- Donji Nevizdraci.
- Donji Prijeslop.
- Došćica.
- Dubočani.
- Dubravice.
- Dudle.
- Dužani.
- Džajići.
- Džanići.
- Džepi.
- Falanovo Brdo.
- Gakići.
- Galjevo.
- Glavatičevo.
- Gobelovina.
- Gorani.
- Goransko Polje.
- Gorica.
- Gornja Vratna Gora.
- Gornje Višnjevice.
- Gornji Čažanj.
- Gornji Gradac.
- Gornji Nevizdraci.
- Gostovići.
- Grabovci.
- Gradeljina.
- Grušča.
- Hasanovići.
- Herići.
- Homatlije.
- Homolje.
- Hondići.
- Idbar.
- Jasenik.
- Javorik.
- Jezero.
- Ježeprosina.
- Jošanica.
- Kale.
- Kanjina.
- Kašići.
- Konjic.
- Kostajnica.
- Koto.
- Krajkovići.
- Kralupi.
- Krtići.
- Krupac.
- Krušćica.
- Kula.
- Lađanica.
- Lisičići.
- Lokva.
- Luka.
- Lukomir.
- Lukšije.
- Ljesovina.
- Ljubuča.
- Ljuta.
- Mladeškovići.
- Mokro.
- Mrkosovice.
- Obrenovac.
- Obri.
- Odžaci.
- Orahovica.
- Orlište.
- Oteležani.
- Ovčari.
- Pačerani.
- Parsovići.
- Plavuzi.
- Podhum.
- Podorašac.
- Pokojište.
- Polje Bijela.
- Požetva.
- Prevlje.
- Radešine.
- Raotići.
- Rasvar.
- Razići.
- Redžići.
- Repovci.
- Repovica.
- Ribari.
- Ribići.
- Seljani.
- Seonica.
- Sitnik.
- Slavkovići.
- Solakova Kula.
- Sopot.
- Spiljani.
- Stojkovići.
- Strgonice.
- Studenčica.
- Sultići.
- Svijenča.
- Šunji.
- Tinje.
- Tovarnica.
- Treboje.
- Trešnjevica.
- Trusina.
- Tuhobići.
- Turija.
- Ugošće.
- Veluša.
- Vinište.
- Vrbljani.
- Vrci.
- Vrdolje.
- Zabrđani.
- Zabrđe.
- Zagorice.
- Zaslivlje.
- Zukići.

## Demografía

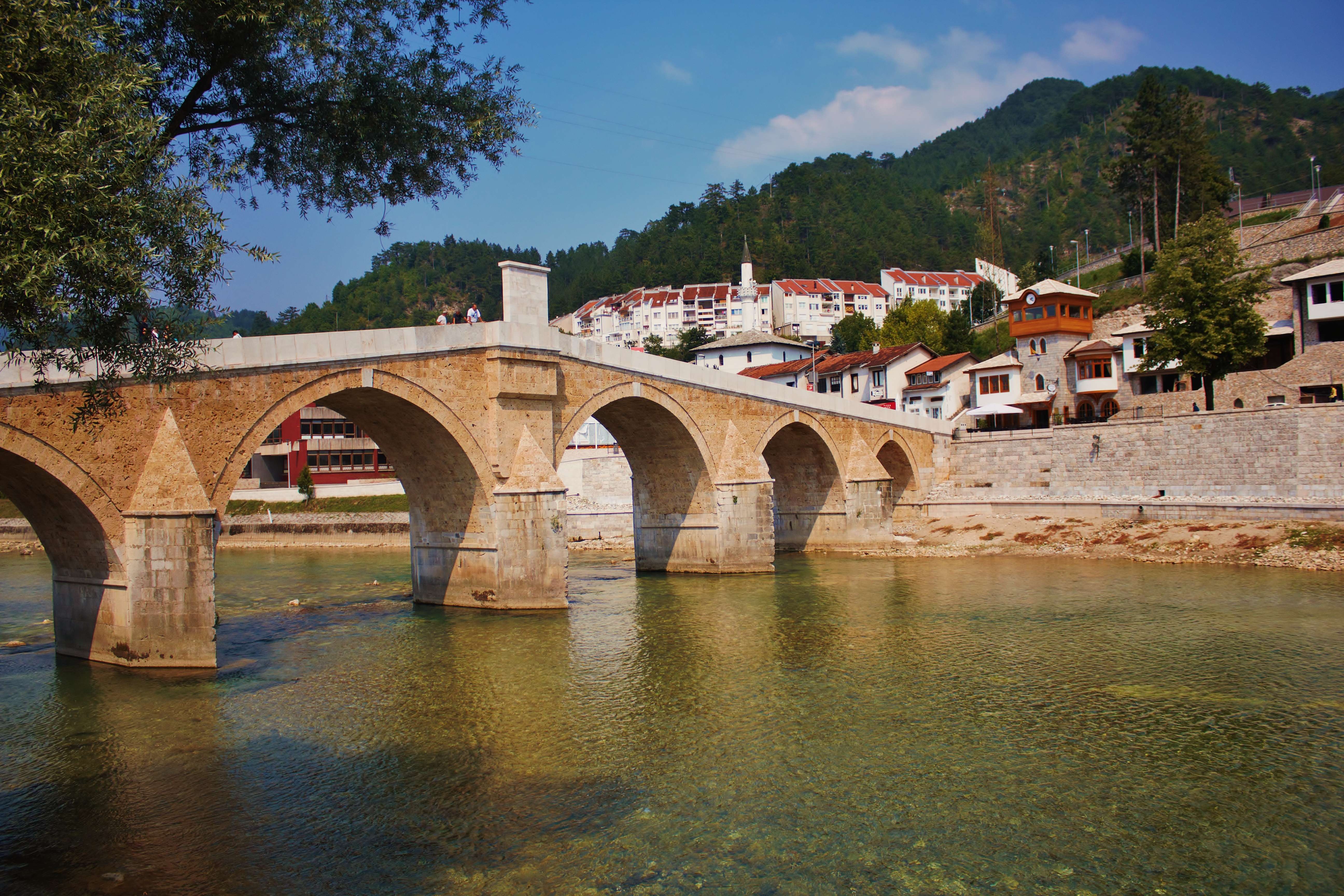
Konjic

En el año 2009 la población del municipio de Konjic era de 28 535 habitantes. La superficie del municipio es de 1.169 kilómetros cuadrados, con lo que la densidad de población era de 26 habitantes por kilómetro cuadrado.